# Walter Sullivan (journaliste)
Walter Seager Sullivan, Jr. (né le 12 janvier 1918 ; mort le 19 mars 1996) est un journaliste américain. Il était considéré comme le « doyen » des écrivains scientifiques.

## Biographie
Walter Sullivan passe la majeure partie de sa carrière en tant que journaliste scientifique pour The New York Times. Au cours d'une carrière de 50 ans, il couvre tous les aspects de la science : expéditions en Antarctique, lancements de fusées à la fin des années 1950, physique, chimie et géologie.
Il a écrit plusieurs livres bien accueillis, dont Assault on the Unknown sur l'Année géophysique internationale ; We Are Not Alone, un best-seller sur la recherche d'intelligence extraterrestre ; continents en mouvement ; Trous noirs : Aux confins de l'espace, la fin des temps ; et Landprints. Il a remporté presque tous les prix ouverts à un journaliste scientifique, y compris la médaille Daly de l'American Geographical Society, le prix Prix George-Polk, le Distinguished Public Service Award de la Fondation nationale pour la science, le prix d'écriture scientifique AIP ; le James T. Grady-James H. Stack Award for Interpreting Chemistry for the Public de l'American Chemical Society et celui de l'Association américaine pour l'avancement des sciences. En 1980, il a reçu la Médaille du bien-être public de l'Académie nationale des sciences.
L'Union américaine de géophysique a nommé son prix de journalisme scientifique d'après Walter Sullivan.